# DAICON FILM版 归来的奥特曼
《DAICON FILM版 归来的奥特曼：MAT神箭1号出发命令》（日語：DAICONFILM版 帰ってきたウルトラマン マットアロー1号発進命令）是日本业余团队DAICON FILM（GAINAX前身）在1983年自主制作的特攝片。影片采用8毫米胶片拍摄，引用以及致敬圓谷製作的特摄电视剧集《归来的奥特曼》，由庵野秀明担任总导演并亲自演出奥特曼，岡田斗司夫編劇，赤井孝美担任特效導演。
本片原是用於1983年日本科幻大會「DAICON4」推广活动的一环而制作上映，片长约26分钟。是一部超越业余领域的高完成度作品，厚重的故事和精致的比例模型（且多為紙製）摄影在当时引起了很大的话题。之后经圓谷製作的许可，GAINAX在2001年发售了DVD。並在經過數位修復之後，於2022年登上日本Amazon Prime Video串流平台。

## 剧情
由于陨石「Lambda1」从外太空坠落，平静的Hinatsune市在一瞬间就被毁灭了。怪兽攻击队MAT收到受灾报告后前往调查，然后遭遇到了与陨石一同飞来的增殖怪兽BugJewel。由于增殖怪兽有强力的防护罩护身，MAT的攻击没有效果。在激烈的战斗中，伊吹隊員（澤村武伺饰演）驾驶的MAT爱罗号受到怪兽攻击而坠毁。
由于通常武器对怪兽无效，地球防卫军上层决定使用核武器攻击。早川隊員（林收一饰演）认为当地可能还有生还者以及伊吹隊員可能还活着，因此强烈反对使用核武器。但遭到伊吹隊員的父亲-伊吹隊長（武田康廣饰演）的喝斥而被监禁。第二天早上，伊吹隊長亲自驾驶配备核武器的爱罗号出发。之后，早川隊員决意使用变身眼镜变身为奥特曼（庵野秀明饰演）前去化解危机。最终消灭了怪兽并阻止了核武器在地面爆炸。

## 制作
DAICON FILM是以大阪附近的大学生组成的业余团队，作为日本科幻大會宣传活动的一环，开始制作电影。
庵野秀明在大学里拍摄了《奥特曼》和《奥特曼DX》，于是提议做奥特曼，并加入了奥特曼回到故乡的情节，所以选择做的是《归来的奥特曼》。为了造成冲击，直到奥特曼出现前都严肃认真地对待，所以前半部分拥有比原作更厚重地展开。庵野秀明设计了MAT的制服，参考的是《超人七號》中的超級警備隊和《機動戰士GUNDAM》中的地球連邦軍的制服。片中登场的机甲和比例模型全都用纸制作，建筑物、电线杆、道路標識等数百个精致的模型再现地方都市的景观，再运用火药爆炸、特殊摄影来构筑出作品的世界观。
原本是打算和《愛國戰隊大日本》、《快杰能天气》一起在1982年的日本科幻大會「TOKON8」上发表出来而同时制作的。但当时来不及了，所以在布置好MAT总部以及拍下来之后就中断了该片的制作。在TOKON8结束之后的九月份重新开始拍摄。一开始的时候在大阪一边制作模型一边拍摄，然后在赤井孝美的老家米子市进行野外取景。1983年正月休息的时候，庵野秀明回到老家打算进行剪辑，但家里却没有双轨的剪辑器而没法作业，致使拖延数日。武田康廣和岡田斗司夫对此很生气，于是就把剪辑工作交给了赤井孝美。影片最终于1983年3月完成，制作耗时约半年。

## 发行
在获得了版权归属方圓谷製作善意的特别贩卖许可后，GAINAX在2001年发售了DVD（期間限定）；2012年为纪念「館長庵野秀明 特撮博物館」展览会的举办，限定于举办期间再次发售DVD；除了本篇外还收录了制作花絮、設定資料集等制作记录资料。
影片曾在2014年東京國際電影節举行的「庵野秀明的世界」活动中上映，也有收录在2016年发行的《庵野秀明 真人电影作品集 1998-2004》藍光光碟套装。

## 迴响
本片被认为是一部超越业余领域的高完成度作品，厚重的故事和精致的特摄模型在当时引起了很大的话题。
用纸做的精致模型以及真实性的表现获得了称赞，不高的分辨率反过来被利用，更加注重照明和构图使纸制的微型模型看上去像是真实的战斗机。影片表现出的创作者的才能和热情也获得了称赞。庵野秀明称本作是他在业余时代的集大成之作，也是他的原点。不仅获得圓谷製作的许可发行DVD，还发售了庵野奥特曼手办模型、T恤等。2021年將影片畫質重新做數位修復，並曾於日本電視媒體報導「庵野秀明展」活動時公開部分畫面。